# Rush (série télévisée, 2008)
Pour les articles homonymes, voir Rush.
Rush est une série télévisée dramatique et policière australienne en 70 épisodes de 45 minutes créée par John Edwards et Christopher Lee, et diffusée entre le 2 septembre 2008 et le 17 novembre 2011 sur Network Ten.
En France la série est diffusée depuis le 8 septembre 2014 sur Numéro 23.
La série se passe à Melbourne en Australie, elle se concentre sur les membres d'une équipe d'intervention tactique de la police.

## Synopsis
Rush suit la vie des membres de la prestigieuse équipe d'intervention tactique (TR), qui est basé sur l'histoire réelle de la police de Victoria, l'équipe du Critical Incident Response Team, une unité très mobile qui remplit les missions de la police et du SWAT. L'équipe se voit de répondre aux incidents violents, tels que les détournements de voiture, les suicides et les crimes armés. Rush se concentre sur les agents de la TR, leurs officiers de renseignement, Leon Broznic et le chef administratif de la TR, Superindendent Kerry Vincent. La série explore à la fois le travail et la vie personnelle de l'équipe. L'équipe est divisée en deux groupes de trois personnes, une équipe par mission répartie entre deux véhicules appelés TR01 et TR02.

## Distribution

### Acteurs principaux
| Acteur                                  | Personnage                 | Grade                     | Grade précédent           | Année(s) de présence | Épisodes |
| --------------------------------------- | -------------------------- | ------------------------- | ------------------------- | -------------------- | -------- |
| Rodger Corser (VF : Bruno Choël)        | Lawson Blake               | Sergent-chef              |                           | 2008 – 2011          | 01 – 70  |
| Callan Mulvey (VF : Thierry Kazazian)   | Brendan 'Josh' Joshua      | Sergent-chef              |                           | 2008 – 2011          | 01 – 70  |
| Claire van der Boom                     | Grace Barry (Décédée)      | Agent de police principal |                           | 2008                 | 01 – 11  |
| Josef Ber (en) (VF : Raphaël Cohen)     | Dominic Wales (Décédé)     | Sergent                   |                           | 2008 – 2010          | 01 – 51  |
| Nicole da Silva (VF : Anne Tilloy)      | Stella Dagostino           | Agent de police principal | Agent de police           | 2008 – 2011          | 01 – 70  |
| Ashley Zukerman                         | Michael Sandrelli (décédé) | Agent de police principal | Agent de police           | 2008 – 2011          | 01 – 65  |
| Samuel Johnson (en)                     | Leon Broznic               | Officier du renseignement |                           | 2008 – 2011          | 01 – 70  |
| Catherine McClements                    | Kerry Vincent              | Directrice                | Inspectrice               | 2008 – 2011          | 01 – 70  |
| Jolene Anderson (VF : Alice Taurand)    | Shannon Henry              | Sergent                   | Agent de police principal | 2009 – 2011          | 14 – 70  |
| Kevin Hofbauer (en) (VF : Namakan Koné) | Christian Tapu             | Agent de police           |                           | 2010 – 2011          | 36 – 70  |
| Antony Starr                            | Charlie Lewis              | Sergent-chef              |                           | 2011                 | 58 – 70  |

### Invités
| Acteur              | Personnage                            | Saison | Nb d'épisodes |
| ------------------- | ------------------------------------- | ------ | ------------- |
| Asher Keddie        | Jacinta Burns                         | 2      | 7             |
| Todd MacDonald (en) | Connor Barry                          | 1      | 6             |
| Kate Jenkinson (en) | Nina Wise                             | 1 - 2  | 4             |
| Maia Thomas         | Sandrine Wales                        | 1 - 2  | 4             |
| Zed Ledden          | Brian Marshall                        | 1 - 2  | 3             |
| Adam Zwar (en)      | Martin 'Marty' Gero                   | 1 - 2  | 2             |
| Paul Ireland (en)   | Boyd Kemper                           | 2      | 5             |
| Nathaniel Dean (en) | Andrew Kroinin                        | 2 - 3  | 5             |
| Camille Keenan (en) | Officier du renseignement Audrey Khoo | 3      | 15            |
| Jane Allsop (en)    | Tash Button                           | 3 - 4  | 12            |
| Ella Shenman        | Minka Button                          | 3 - 4  | 6             |
| Ian Meadows (en)    | James Vincent                         | 3 - 4  | 5             |
| Emily Wheaton (en)  | Amber Cushing                         | 4      | 9             |
| Elena Mandalis      | Anna Vargis                           | 4      | 8             |

## Production
À la fin octobre 2011, un bandeau d'information sur la pochette du DVD de la quatrième saison indiquait que la série ne serait pas de retour pour une autre saison. Peu de temps après, la société de production, connue à l'époque sous le nom de Southern Star Group a confirmé dans TV Tonight la non reconduction pour une cinquième saison. La chaîne Ten Network n'a pas émis de communiqué de presse sur l'arrêt de la série. Le producteur exécutif de la série et les productions Ten Network, Rick Maier, ont publié une déclaration sur sa page officielle Facebook « Bien que nous ne nous attendions pas au retour de la série, nous avons l'intention de terminer la saison quatre avec un bang, littéralement. ».

## Épisodes
| Saisons | Nb d'épisodes | Première diffusion | Dernière diffusion |
| ------- | ------------- | ------------------ | ------------------ |
| 1       | 13            | 2 septembre 2008   | 25 novembre 2008   |
| 2       | 22            | 16 juillet 2009    | 26 novembre 2009   |
| 3       | 22            | 22 juillet 2010    | 16 décembre 2010   |
| 4       | 13            | 1er septembre 2011 | 17 novembre 2011   |

 5 
Juin 2016 début . puis fin mi août 2016 sur AB3 chaine Belge
Les épisodes originaux n'ont pas de titre.

### Première saison (2008)
Composée de treize épisodes, la saison a été diffusée du 2 septembre 2008 au 25 novembre 2008 en Australie.
1. La Bavure (Pilot)
2. L’Échec
3. Face à face
4. L'Otage
5. Les Pros
6. La Morsure
7. Représailles
8. L’Enlèvement
9. L’Intrusion
10. Faux-semblants
11. Sale Journée
12. L’Accident
13. Protection rapprochée

### Deuxième saison (2009)
Composée de vingt-deux épisodes, la saison a été diffusée du 16 juillet 2009 au 26 novembre 2009 en Australie.
1. La Recrue
2. Le Trafic
3. Le Suicide
4. Un père presque modèle
5. L’Allié
6. Retour impossible
7. Le Guerrier vert
8. En terrain hostile
9. Révélation
10. Dans la gueule du loup
11. Le Piège
12. La Bêtise
13. Dur métier
14. Mensonges
15. L’Anatomie de la vengeance
16. Les Risques du métier
17. Une journée ordinaire
18. Les Liens du sang
19. Emprises
20. L'Anniversaire
21. Sous influence
22. À sec

### Troisième saison (2010)
Composée de vingt-deux épisodes, la saison a été diffusée du 22 juillet 2010 au 16 décembre 2010 en Australie.
1. Détournement de fonds
2. Tir croisé
3. Plops
4. Obsession
5. Tous pouvoirs...
6. À chacun sa loi
7. Corps à corps
8. Opération secrète
9. La Cuisine
10. La Balade de Ben
11. Lacunes
12. Jeu mortel
13. La Chasse
14. L'Otage
15. Pièges mortels
16. Le Professionnel
17. L’Instinct maternel
18. Les Liens du sang
19. Secret militaire
20. L’Escorte
21. Sous surveillance
22. L'Île

### Quatrième saison (2011)
Composée de treize épisodes, la saison a été diffusée du 1er septembre 2011 au 17 novembre 2011 en Australie.
1. Nouvelle Donne
2. Cohabitations
3. Le Choc
4. Le Nez tordu
5. Le Prix à payer
6. Les Nerfs à vif
7. Où est Michael ?
8. Soins intensifs
9. Une mission explosive
10. Le Coucou
11. Question de vengeance
12. Le Procès
13. Course contre la montre

## Sortie DVD
| Intitulé du coffret               | Nombre d'épisodes | Dates de sortie DVD et disques Blu-ray  | Dates de sortie DVD et disques Blu-ray  | Dates de sortie DVD et disques Blu-ray | Dates de sortie DVD et disques Blu-ray | Dates de sortie DVD et disques Blu-ray | Dates de sortie DVD et disques Blu-ray |
| Intitulé du coffret               | Nombre d'épisodes | Zone 1 (dont États-Unis, Canada Québec) | Zone 1 (dont États-Unis, Canada Québec) | Zone 2 (dont France)                   | Zone 4 (dont Australie)                | Nombre de disques                      |                                        |
| --------------------------------- | ----------------- | --------------------------------------- | --------------------------------------- | -------------------------------------- | -------------------------------------- | -------------------------------------- | -------------------------------------- |
| Rush - L'Intégrale de la saison 1 | 13                |                                         |                                         |                                        | 30 juillet 2009                        | 4                                      |                                        |
| Rush - Volume 1 de la saison 2    | 12                |                                         |                                         |                                        | 3 décembre 2009                        | 3                                      |                                        |
| Rush - Volume 2 de la saison 2    | 10                |                                         |                                         |                                        | 1er avril 2010                         | 3                                      |                                        |
| Rush - Volume 1 de la saison 3    | 12                |                                         |                                         |                                        | 2 décembre 2010                        | 3                                      |                                        |
| Rush - Volume 2 de la saison 3    | 10                |                                         |                                         |                                        | 3 mars 2011                            | 3                                      |                                        |
| Rush - L'Intégrale de la saison 4 | 13                |                                         |                                         |                                        | 15 décembre 2011                       | 3                                      |                                        |
| Rush - L'Intégrale de la série    | 70                |                                         |                                         |                                        | 5 décembre 2012                        | 19                                     |                                        |